# Дірк Тайсманн
Дірк Тайсманн (нім. Dirk Theismann, 8 червня 1963) — німецький ватерполіст.
Бронзовий призер Олімпійських Ігор 1984 року, учасник 1988, 1992 років.